# Cornerus
Cornerus ibland stavat Corneér är ett efternamn som tillkom under 1600-talet i Sverige. Namnet är skrivet på latin och betyder "av hjorthorn".
Den förste i Sverige att bära detta namn var kyrkoherden i Näsby församling Samuel Nilsson Cornerus. Hans farmor var av släkten Halvhjort av Flishult. Därför tog han efternamnet Cornerus.